# Enicospilus aurangabadensis
Enicospilus aurangabadensis là một loài tò vò trong họ Ichneumonidae.